# Shelburne (Nuova Scozia)
Shelburne è una municipalità (town) del Canada, situata nella provincia di Nuova Scozia.